# 高草
高草（1926年1月28日—1952年2月22日），臺灣雲林人，護士。因參與中國共產黨臺灣省工作委員會，被臺灣省保安司令部判處死刑、槍決，為臺灣白色恐怖時期政治受難者。

## 生平

### 早年
高草在1926年1月28日生於今臺灣雲林縣莿桐鄉莿桐村境內，是家中長女，父親高岳在當地經營雜貨店。早年就讀莿桐公學校（今雲林縣莿桐鄉莿桐國民小學）、西螺公學校（今雲林縣西螺鎮文昌國民小學）高等科，1940年考入甫創立的臺南州立虎尾高等女學校（今國立虎尾高級中學）。
虎尾高女畢業後，原本要升讀大學，卻受到第二次世界大戰影響，被日本帝國徵召至華南戰場服務。於1944年4月至1945年10月間，在廣州第一陸軍病院擔任護士。

### 集訓
日本無條件投降後，高草與其它華南地區的臺籍護士一起被移交給中華民國國民革命軍第二方面軍，編入第二方面軍設於廣州的「臺籍官兵集訓總隊」女子大隊，接受精神改造。在集訓總隊，高草結識教官黃怡珍，還加入臺籍日本兵戰俘石聰金等人組織的讀書會「新台灣建設協會」。

### 返臺
1946年中，高草與集訓總隊的女隊員一起搭乘沙班輪返臺後，到莿桐國民學校（原本的莿桐公學校）教書。1948年7月至隔年7月間，透過石聰金的介紹，到李萬居經營的臺北《公論報》上班，擔任發行課事務員。1949年5月，臺灣實施戒嚴，高草在7月向報社辭職，經由國立臺灣大學醫學院講師蕭道應安排，到臺大醫院當了一段時間的護士。後來，蕭道應因中華民國政府情治系統監督越來越嚴，辭去臺大工作，高草亦在1950年7月離職。1951年2月回到雲林老家，到莿桐鄉衛生所擔任護士。

### 參加地下黨
在臺大醫院時，高草也接觸到蕭、黃參加的中國共產黨臺灣省工作委員會業務，協助抄寫文書、傳遞聯絡訊息。離職後短暫無業，亦協助逃亡的黃怡珍等人傳遞訊息給親友。1951年春，中共在臺北縣海山區一帶組織的「海山區工作委員會」被中國國民黨政府破獲以後，蕭道應請託未涉入太多黨務工作的高草協助，引導海山區幹部、前臺大黨支部幹部王子英到雲林縣土庫鎮躲藏。只是，王子英、廖學信等人在1951年5月18日被調查局逮捕。兩人被逮捕後，向調查人員供述其它相關人員的身份（例如郭慶在隔日因此被捕），使政府連帶認為高草是中共幹部，並在同年6月1日逮捕了高草。

### 被捕與羈押
高草被捕時受到不人道的對待。當時她月經來潮，逮捕過程中下體「一路流著經血」。妹妹高粉因為與高草同室而眠，還一起被以「匪嫌」的身份逮捕，幾個月後才被釋放。除此，高草在被羈押期間，出現精神異常症狀，曾經絕食、自殘、喃喃自語，在牢房裡以經血寫下陳情書，又在移交臺灣省保安司令部保安處審訊時咬破手指，血書「請原諒我，中華民國萬歲」等字句。1951年7月28日，高草精神失常，狀況愈來愈嚴重，保安處請求療養院鑑定高草是否罹患精神疾病，但被該院婉拒。

### 軍法審判
經過調查後，政府認定高草涉嫌叛亂。中華民國國家安全局《歷年辦理匪案檔案彙編》提到高草是「匪高級女交通」，受命掩護王子英，並在被捕後供出蕭、黃等人聯絡處所，讓有關單位成功逮捕數十名中共地下黨員。保安司令部起訴事實另記載：高草經由黃怡珍介紹，認識中共在台黨務領導人陳福星，加入共產黨，且自願協助蕭道應刻版翻印毛澤東的著作，並奉蕭道應的命令，擔任聯絡工作，掩護中共地下黨員石聰金。1951年12月7日，保安司令部軍法處以高草意圖顛覆政府而著手實行，判處死刑，褫奪公權終身。不過，蕭、黃、石等人受訪時，否認了調查局與保安司令部認定的事實（除高草受託掩護王子英部分外）。至於郭慶案的判決書，則從頭到尾未提到高草的姓名。
1952年2月22日，高草於川端橋刑場被執行槍決。

## 身後
高草的家人在她被捕後，直到看到報紙，才得知她被槍決的消息，並於數年後到六張犁墳場撿回屍骨，安置於莿桐的齋堂。
黃怡珍在回憶錄中提到，後來因故被捕入獄時，獄卒告知她高草自始至終沒有供出有關她的消息。為了感念高草的恩義，她將自己最小的兩個女兒命名為揚區、萌區，「區」則是東區服務隊的意思。
高草的有罪判決與刑罰、沒收的宣告，已經在2018年由促進轉型正義委員會公告撤銷。

## 外部連結
- 臺灣警備總司令部案卷《高草等叛亂案》。收於：國家發展委員會檔案管理局《國家檔案資訊網》。